# Stenbarn
Et Stenbarn (også kaldet litopædion, fransk: lithopédion, engelsk: Lithopedion [-pedjɔ̃] også stavet lithopaedion eller lithopædion, (substantiv m) (méd) (Old Græsk: λίθος - lito = sten - + πεδίον - pædion = lille barn, diminutiv af pais barn), er et dødt, forkalket foster fra et svangerskab i bughulen.

## Beskrivelse
Et stenbarn er et fænomen, som hyppigst forekommer, når et foster dør under en abdominal graviditet (graviditet udenfor livmoderen), som er for stor til at blive absorberet af kroppen. Kroppens reaktion er, i tilfældet med dette fænomen, at indkapsle fostret for at afskærme moderens krop fra det døde væv fra barnet og derved forebygge infektioner.

## Historie
Lithopedia kan forekomme fra den 14. svangerskabsuge og det er ikke usædvanligt, at et stenbarn forbliver udiagnosticeret i årtier, ofte ikke før en patient undersøges for andre lidelser eller helbredsundersøgelser som omfatter et røntgenbillede, at et stenbarn opdages.
Lidelsen blev først beskrevet i en afhandling af lægen Albucasis i det 10. århundrede, men færre end 300 tilfælde er blevet konstateret og beskrevet i mere end 400 års medicinsk litteratur. Det tidligste tilfælde af lithopedion man kender til, er et fund i en arkæologisk udgravning i Bering Sinkhole på Edwards Plateauet i Kerr County, Texas dateret til år 1100 fvt. Et andet tidligt eksempel blev fundet i et gallo-romersk arkæologiske område i Costebelle, Sydfrankrig, dateret til det 4. århundrede fvt.